# 维涅利
维涅利（法語：Vignely，法語發音：[viɲli] ⓘ）是法国塞纳-马恩省的一个市镇，属于莫城区。

## 地理
维涅利（48°55'48"N, 2°48'33"E）面积3.58 平方千米，位于法国法蘭西島大區塞纳-马恩省，该省份为法国北部内陆省份，北起瓦兹省，西接埃松省、马恩河谷省、塞纳-圣但尼省和瓦兹河谷省，南至卢瓦雷省，东南接约讷省，东临马恩省和奥布省，东北接埃纳省。
与维涅利接壤的市镇（或旧市镇、城区）包括：伊勒莱维勒努瓦、莱什、特里尔巴杜、维勒努瓦。

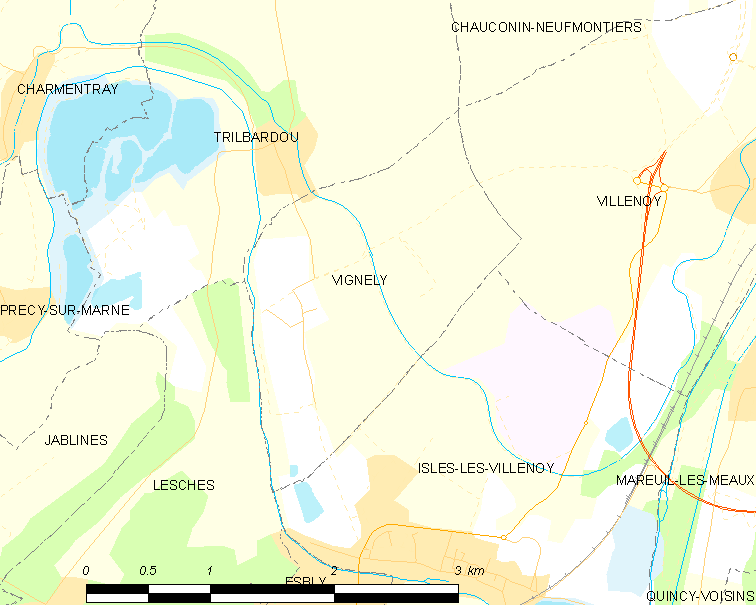
维涅利的OSM定位图

维涅利的时区为UTC+01:00、UTC+02:00（夏令时）。

## 行政
维涅利的邮政编码为77450，INSEE市镇编码为77498。

## 政治
维涅利所属的省级选区为克莱-苏伊县。

## 人口

1962-2008年间维涅利人口变化图示

维涅利于2022年1月1日时的人口数量为323人。